# Islands: Non-Places
Islands: Non-Places — инди-игра, разработанная Карлом Бёртом. Игрок должен нажимать на светящиеся предметы, чтобы проходить уровни. Сама игра создавалась под влиянием философии французского этнографа Марка Оже, придумавшего определение «ничейного пространства», о которых люди склонны сразу же забывать. Карл Бёрт же хотел объединить концепцию ничейного пространства с элементами фантастики и сюрреализма. 

## Игровой процесс
Игра практически лишена какого либо игрового процесса и скорее представляет собой ряд анимированных сцен. Задача игрока сводится к тому, чтобы вращать сцену и нажимать на светящиеся предметы, которые изменяют действие сцены. Каждая сцена представляет собой инсталляцию привычных для человека предметов (стулья, кресла, фонари, фонтаны, денежные автоматы итд), однако изменение сцены сопровождается сюрреалистичными образами, такими, как например погружение под землю зданий или автобуса, бутылочный автомат с летающими бутылками, спрятанный лес под фонтаном и так далее. Кругозор окружающего пространства окутан густым туманом, а сами сцены представлены в мрачных и холодных тонах. При этом все сцены сопровождаются довольно сильным стационарным шумом. Игра имеет всего 10 уровней — сцен.

## Разработка
Разработкой игры занимался программист и дизайнер Карл Бёртон. Из изначально хотел создать игру, лишённую каких либо элементов квеста и достижений. Программист вдохновлялся идеей сюрреализма и философией французского этногрофа Марка Оже о «ничейных пространствах» — местах скоротечного прибывания людей, в которых люди проводят сознательную часть своей жизни. Данная игра по утверждению Бёртона именно посвящена данным пространствам. Создатель заметил, «что окружающее пространство в „Islands: Non-Places“ — это неприметные места, о которых вы даже не задумываетесь, посещая их. Все они стираются в памяти человека, что продаёт им таинственности. Я хотел посмотреть, что произойдёт, если эти безликие пространства будут скрывать в себе необычные и сказочные измерения». Бёртон создавал игру с применением движкa Unity и скриптового интерфейса Playmaker. На разработку у дизайнера ушло примерно 8 месяцев. Ещё в 2012 Бёртон начал увлекаться идеей совмещения привычного пространства с раскрытием скрытой и сюрреалистичной структуры, тогда же дизайнер создал экспериментальное видео с изображением чердака с окном, которое впоследствии оказывается длинным лабиринтом.
Работая над цветовой гаммой, Бёртон хотел связать цветовые оттенки с температурой окружающего пространства. Например синие оттенки указывают на холод, а красные же — на тропическое тепло, тёмно-фиолетовый — это прохладная ночь. 

## Критика
Критик сайта Eurogamer заметил, что Islands: Non-Places — это игра о тех самых безликих участках, через которые проходят все люди: «Это сюрреалистическое исследование непримечательных элементов архитектуры, которые вы вынуждены подробно рассмотреть, это те самые места, о которых мы никогда не думаем и не замечаем их». Критик заметил, что каждая сцена — это совмещение банальной обыденности, естества с фантазией и иллюзией. Критик также считает, что игра подталкивает на философские мысли о зловещей асинхронности современной жизни, и того, что люди живущие в городах бок-о-бок сегодня как никогда раньше отдалились друг от друга. Важную роль в атмосферности Islands играют и звуковые элементы, меняющиеся вместе со сценой. Критик также заметил, что Islands: Non-Places — это пример того, что игра не обязательно должна иметь «трофеи и достижения», а игрок — идти к победе. Иногда игра может быть и чем-то другим, и «Islands» подтверждает это. Хотя критик заметил, что для многие люди, опробовавшие игру, Islands, как таковой огрой её не будут считать, а скорее цифровым художественным произведением, однако данная игра чётко воплощает задумку автора — «изобразить исследование простых удовольствий людских технологий и стремление природы разобраться в них».
Критик сайта Rock, Paper, Shotgun назвал Islands: Non-Places коллекцией интерактивных виньеток и оценил, как создатель игры Бертон привлекает внимание к обыденным местам, призывая взглянуть человеку на них с необычного ракурса. Критик заметил, что «наблюдение за поднятием платформ с мебелью, заполнение лобби водой или появление дома из стоянки для автомобиля делает „Islands“ скорее похожей на сон, наполненный абсурдными фантазиями». Хотя критик заметил, что игра не показывает ни одного человека, игра всеми способами предаёт чувство человеческого присутствия через звук раздающихся шагов и окружающий шум человеческой жизнедеятельности. Критик также заметил, что сопровождающий каждую сцену белый шум способен оказать воздействие на сознание игрока.